# Samuel Little
Samuel Little (7 de junho de 1940 – 30 de dezembro de 2020) foi um estuprador e assassino em série dos Estados Unidos que matou ao menos sessenta mulheres entre os anos de 1970 a 2005. O número, no entanto, pode passar de 90, após confissões feitas pelo criminoso na prisão.
Ex-pugilista, ele é considerado pelo FBI “o assassino em série mais prolífico da história dos EUA”. 
Foi preso definitivamente em 2012, aos 72 anos, e condenado à prisão perpétua, sem direito à liberdade condicional, pela morte de três mulheres. 

## Biografia
Samuel, ou simplesmente Sam, nasceu em Reynolds, na Geórgia, mas cresceu em Lorain, no estado de Ohio. Ele foi criado por uma avó e frequentou a Hawthorne Junior High School. Foi preso pela primeira vez no início dos anos 60, aos 21 anos de idade, por arrombamento, crime pelo qual também já havia sido acusado quatro anos antes. Ele cumpriu uma sentença de três anos e depois de sair voltou a praticar crimes.
Até ser encarcerado definitivamente, Little foi preso pelo menos uma centena de vezes anteriormente por crimes como sequestros, estupro e roubo à mão armada.

## Perfil das vítimas
Samuel matava mulheres, quase todas negras, que viviam marginalizadas ou e em estado de vulnerabilidade. Muitas delas eram prostitutas e dependentes de drogas e/ou álcool.

## Modus operandi
Samuel encontrava suas vítimas geralmente em bares ou até na rua. Ele então conquistava sua confiança, conversando com elas e oferecendo-lhes carona, algumas vezes em mais de uma ocasião ou em mais de um dia. Numa destas “caronas”, ele levava a vítima até uma área isolada, muitas vezes dirigindo por uma estrada de terra, e cometia o crime: primeiro estuprava e depois estrangulava a vítima, descartando depois os corpos em rios, pântanos ou outras áreas isoladas. Ex-pugilista, algumas de suas vítimas levaram socos antes de serem estranguladas. Ao menos uma de suas vítimas, que ele teria encontrado em 1993 em Las Vegas, segundo ele foi morta em um motel, tendo ele depois colocado o corpo no porta-malas e o descartado rolando-o barranco abaixo numa área remota.
"O criminoso usava tanta força que chegou a quebrar a coluna vertebral de uma vítima ao atingi-la no abdômen", segundo a BBC.
“Em um dos casos, Little descreveu ter conhecido uma jovem transexual negra chamada Marianne ou Mary Ann em Miami, na Flórida, no início dos anos 1970. Ele contou ter matado a jovem de 19 anos em uma garagem perto de uma plantação de cana-de-açúcar e arrastado o corpo dela para dentro de uma região pantanosa. Em outro caso, Little detalhou como estrangulou uma mulher em 1993 em um quarto de motel em Las Vegas. Ele se lembrou de ter conhecido o filho dela antes disso e até apertado sua mão. Depois de matá-la, dirigiu até os arredores da cidade e jogou seu corpo de um barranco”, escreveu a BBC.
Little acreditava que vários dos corpos de suas vítimas jamais seriam encontrados.

## Motivação
Segundo a promotora Beth Silverman, os crimes tiveram motivação sexual. No entanto, Little negou e se ofendeu a ser chamado de estuprador, apesar de investigadores terem encontrado sêmen nos corpos e roupas de suas vítimas.

## Área de atuação
De acordo com o site do FBI, Samuel fez vítimas nos estados do Arizona, Arkansas, Califórnia, Carolina do Sul, Flórida, Georgia, Illinois, Kentucky, Louisiana, Mississipi, Nevada, Ohio, Tennessee, Texas e Washington.

## Perfil psicológico
Segundo a polícia, ele não demonstrou remorso e falou com empolgação de seus crimes, chegando a rir quando se lembrou dos detalhes. “É um psicopata carismático”, segundo a descrição de alguns investigadores. À policial Crystal LeBlanc ele teria dito: "Deus me fez dessa maneira, então por que eu deveria pedir perdão? Deus sabia de tudo que eu fazia".
“Por muitos anos ele acreditava que nunca seria preso”, disse também a polícia.
O detetive Tim Marcia o descreveu como "o puro mal".

## Prisão
Little, que tinha uma extensa ficha criminal, incluindo condenações por assalto à mão armada e estupro, foi preso aos 72 anos, em 2012, no Kentucky, por envolvimento com drogas. De lá foi enviado para Califórnia, onde policiais realizaram testes de DNA que o ligaram a três assassinatos não resolvidos, acontecidos entre 1987 e 1989 no Condado de Los Angeles. Ele se declarou inocente, mas foi condenado e sentenciado à prisão perpétua em 2014, sem chance de liberdade condicional. A polícia o ligou inicialmente a cinquenta mortes, mas na prisão ele contou ser autor de outros 43 assassinatos, detalhando vários destes crimes. Ele, inclusive, chegou a desenhar o rosto de várias destas possíveis vítimas.
"Assusta a clareza que ele tem sobre certas coisas depois de todo esse tempo. Lembra de nomes e rostos", disse o policial Michael Mongeluzzo.
No dia 7 de outubro de 2019, o FBI emitiu um comunicado oficial dizendo que ele era “o maior assassino em série dos EUA” e que “todas as suas confissões são críveis”. Meses antes o órgão já havia divulgado os desenhos feitos por ele na prisão, na tentativa de identificar mais de suas vítimas.

## Morte
Little morreu em 30 de dezembro de 2020, aos 80 anos, na Califórnia.